# HSG Wetzlar
L'Handball Spielgemeinschaft Wetzlar è una squadra di pallamano tedesca avente sede ad Wetzlar.

È stata fondata nel 1992.

Disputa le proprie gare interne presso la Rittal Arena di Hannover la quale ha una capienza di 4.412 spettatori.